# 休氏電鰩
休氏電鰩（學名：Torpedo suessii），又稱休氏電鱝，為軟骨魚綱電鰩目電鰩科電鰩屬的一種，被IUCN列為極危保育類動物，可能已滅絕，因為自1898年以來就未出現過。分布於西印度洋葉門紅海海域，其模式產地是在彼林港，本魚有一個胸鰭圓盤，上側為淺棕色，上面散部深棕色斑點，具有一條長而有力的尾巴和兩個背鰭，鼻孔上有皮辮，有圓形的氣孔，體長可達23.2公分，棲息在沙泥底質海域，為底棲性魚類，屬肉食性，體具有發電器官，用來防禦或捕食，卵胎生，生活習性不明。